# Barbotážní nádrž

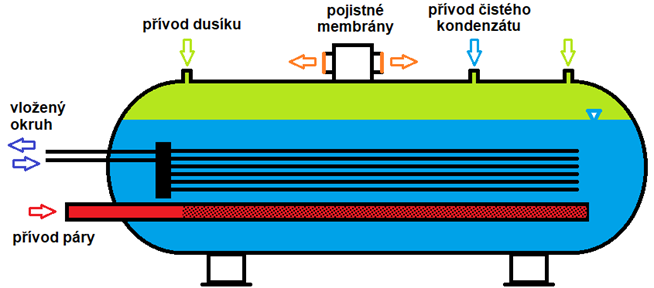
Nákres barbotážní nádrže

Barbotážní nádrž je bezpečností prvek jaderné elektrárny. Jedná se o směšovací kondenzátor naplněný roztokem vody a kyseliny borité. Potrubím je spojena s kompenzátorem objemu, a tak i s primárním okruhem. Používá se hlavně při nebezpečném překročení tlaku vody primárního okruhu. Její úlohou je zchladit a zkondenzovat páru z kompenzátoru objemu, a tím snížit celkové množství vody v primárním okruhu, čímž dochází ke snížení tlaku.

## Princip funkce barbotážní nádrže
V případě zvýšení tlaku v kompenzátoru objemu nad povolené hodnoty se automaticky otevřou přepouštěcí ventily a z jeho vrchní části se z něj vede pára do kolektoru, který se nachází ve spodní části barbotážní nádrže pod hladinou vody. V případě, že odvod páry přes přepouštěcí ventily není postačující a tlak v kompenzátoru objemu i nadále roste, otevřou se i pojistné ventily, které do barbotážní nádrže odvádějí ještě větší množství páry. Přepouštění páry je zajištěno rozdílem tlaků, neboť v barbotážní nádrži je tlak mnohonásobně nižší než je v kompenzátoru objemu.
Horké bublinky páry vystupují z kolektoru a prostupují roztokem studené vody a kyseliny borité, a tím se rychle snižuje jejich teplota a objem. Před dosažením volné hladiny vody většina páry zkondenzuje a tím se promíchá s vodou. Tento roztok je pak v případě příliš velkého nárůstu tlaku nutné z nádrže odvádět. Přiváděná vodní pára zahřívá vodu v barbotážní nádrži, a proto se chladí pomocí vloženého chladicího okruhu, který se taktéž nachází pod hladinou. Vložený chladicí okruh je trubkový had, kterým protéká voda.
Radiolýzou vody vzniká kyslík a vysoko výbušný vodík. V paro-plynné směsi přiváděné z kompenzátoru objemu se dále nachází malé množství inertních plynů a vzduchu. Tyto plyny se shromažďují nad hladinou vody. Koncentrace vodíku je snižována pod 2,5 % přívodem nereaktivního dusíku. Takto se předchází nebezpečí výbuchu. Vodík s nekondenzujícími plyny je odváděn na spalovací zařízení.
Dále má barbotážní nádrž za úkol dočasně shromažďovat dusík z kompenzátoru objemu, a to při najíždění bloku, nebo jeho odstavení.

## Konstrukce barbotážní nádrže
Je to horizontální tlaková nádoba svařená ze tří prstenců a dvou eliptických vík. Je naplněna vodou do 2/3 svého objemu. Ve spodní části, pod hladinou vody, se nachází několik kolektorů na rozdělení páry z kompenzátoru objemu. Nad těmito kolektory se nachází chladič, který udržuje teplotu vody v barbotážní nádrži na úrovni 40–50 °C. V horní části nádrže, nad hladinou vody, se nachází otvor s třemi pojistnými membránami, které chrání barbotážní nádrž před prasknutím v případě, že nezkondenzuje všechna pára a tlak vzroste nad povolené hodnoty (1,45 MPa pro reaktor VVER 440). Při takovémto úniku je pára vedena do hermetických prostorů. Tento otvor se zároveň využívá jako revizní otvor při odstávkách.
V horní části nádrže se také nachází zpětné ventily, které do ní sají vzduch z místnosti v případě, že by v nádrži došlo k podtlaku.

## Havárie Three Mile Island
Jaderná havárie, ve které barbotážní nádrž hrála významnou roli, je havárie elektrárny Three Mile Island. Havárie začala 28. března 1979 o 4. hodině ranní selháním napájecích čerpadel parogenerátoru v sekundárním okruhu, což způsobilo odstavení turbíny. Tlak a teplota v primárním okruhu začaly růst. S nimi také rostla hladina vody v kompenzátoru objemu. Reaktor se proto odstavil a otevřel se odlehčovací ventil v horní části kompenzátoru objemu. Pára z kompenzátoru objemu začala proudit do barbotážní nádrže, kde kondenzovala. Po chvíli operátoři uzavřeli odlehčovací ventil, ten se ale zasekl a nezavřel se. O tom však nevěděli, protože kontrolka v řídicí místnosti ukazovala, že se ventil uzavřel. Z primárního okruhu tak i nadále unikalo do barbotážní nádrže velké množství páry. Tlak v barbotážní nádrži po třech minutách narostl tak, že se otevřel pojistný ventil a pára z barbotážní nádrže začala unikat do kontejnmentu. V kompenzátoru objemu vzrostla hladina vody a zároveň se v primárním okruhu vlivem sníženého tlaku začala vařit. To způsobilo, že se do barbotážní nádrže nedostávala jenom pára, ale parovodní směs. Barbotážní nádrž tak nemohla kondenzovat celý objem, který se do něj dostával, a přicházející směs nebylo možné dostatečně rychle ochladit, ani odčerpat. To způsobilo postupné zvýšení tlaku v nádrži a asi po 15 minutách od začátku havárie došlo k roztržení pojistné membrány a radioaktivní roztok se tak začal vylévat na podlahu v kontejnmentu..